# Helene Jahn
Helene Jahn ist eine deutsche und österreichische Tischtennisspielerin. Sie nahm an der Weltmeisterschaft 1969 teil.

## Werdegang
Helene Jahn ist Abwehrspielerin. Sie begann ihre Karriere Ende der 1950er Jahre beim Verein TSV München-Ost. Später schloss sie sich dem SV Weißblau München an, wo sie mit der Damenmannschaft in der Landesklasse antrat. 1962 wurde sie Bayerische Mädchenmeisterin im Einzel, 1966 gewann sie die Bayerische Meisterschaft der Erwachsenen. Ein Jahr später wechselte nach Österreich zu OMV Wien und startete seitdem unter österreichischer Flagge. Mehrere Medaillen holte sie hier bei den Landesmeisterschaften: 1968 Gold im Einzel und im Doppel mit Hildegard Hintner, 1969 Silber im Einzel und im Doppel mit der gleichen Partnerin sowie 1971 Silber im Einzel.
1969 nominierte der österreichische Tischtennisverband Helene Jahn für die Teilnahme an der Weltmeisterschaft. Hier gelang ihr allerdings kein Sieg, weder im Mannschaftswettbewerb noch im Einzel noch im Doppel noch im Mixed.